# Virtual private server
Een virtual private server (VPS) is een virtuele machine die als dienst verkocht wordt, meestal door een hostingprovider.
Virtuele machines worden al lang gebruikt door computerfabrikanten als IBM, HP en anderen op mainframes en servers. 
Virtualisatie maakt het mogelijk om op een fysieke server een (groot) aantal virtuele servers te gebruiken waardoor de fysieke server een veel groter deel van de tijd gebruikt wordt. Daarnaast levert het gebruik van virtuele servers inherent beveiliging; een gecompromitteerd VPS heeft geen consequenties voor andere VPS'en op dezelfde (fysieke) machine, zoals dat bij shared webhosting normaliter wel het geval is.
Virtualisatie kan ook gebruikt worden om verschillende en niet-uitwisselbare besturingssystemen op dezelfde computer te draaien.
Bij VPS-technologie draait het vooral om het opsplitsen van een fysieke server in meerdere kleinere (virtuele) servers.
Iedere VPS krijgt een eigen deel resources toegewezen, die in principe gegarandeerd beschikbaar zijn voor de VPS. Als voorbeeld kan de fysieke server 8 GB RAM hebben, waarvan 256 MB gegarandeerd voor elke VPS beschikbaar is.
Elke VPS heeft zijn eigen hoeveelheid RAM, schijfruimte, eigen besturingssysteem, eigen serverload, en een eigen bestandssysteem. Met andere woorden: elke VPS is geheel onafhankelijk, vandaar dus het woord "private" in de naam.
Verschillende VPS-servers staan op één fysieke server maar werken volledig onafhankelijk van elkaar. Als één VPS op de server een hoge load heeft, dan heeft alleen die VPS zelf daar last van en andere VPS'en niet. Echter, in extreme gevallen, zoals bij een grote DDoS-aanval, kan het voorkomen dat het host-systeem zo erg overbeladen raakt, dat de andere VPS'en op dezelfde server daar ook last van hebben. Maar onder normale omstandigheden zijn VPS'en onafhankelijk. 
In Video Games en Oude Spelcomputers wordt gebruikt gemaakt van dezelfde technieken die een server voldoet. Servers als MMORPG Games als World Of Warcraft Starcraft Pokemon Go Runescape maken het ook mogelijk om werelden te verkennen die de speler onverslaanbaar maakt. Met zeldzame wapens en bescherming. Het maken van deze servers is verboden gemaakt maar worden altijd toegelaten naar een nieuwe server die precies hetzelfde kan. Ook bij Habbo Hotel staat de term Retro Hotel voor waarbij de gevaar rondt gratis credits en hacken naar boven komt. Ook de Retro Hotel is verboden gemaakt. In Nederland zit daar een boete van 3500 euro op. Maar Private Servers kunnen ook iets goeds betekenen. Toen Nintendo met de Spelcomputers Wii Nintendo DS en Wii U en Nintendo 3DS de Wiiconnect24 en Nintendo Wi-Fi connection heeft uitgeschakeld bracht een Canadees bedrijf die samenwerkt met Nintendo een idee om die gegevens weer terug te geven. Hierdoor is Wiimmfi en Riiconnect24 bedacht en konden ze online komen met een gekraakte DNS. Bij Gamecube kun je via de Video Game Phantasy Star online komen via een .bat bestand die via de Broadband Adapter online gaat met alle spelers. X Box X Box 360 X Box One Playstation 2 Playstation 3 en Playstation 4 Playstation Portable Playstation Vita en Dreamcast hadden na de stopzetting de functie al. 